# 野芝麻马蓝
野芝麻马蓝（学名：Pteracanthus lamium）为爵床科马蓝属下的一个种。

## 扩展阅读
- 維基物種上的相關：野芝麻马蓝